# Micrathena cyanospina
Micrathena cyanospina es una especie de araña araneomorfa del género Micrathena, familia Araneidae. Fue descrita científicamente por Lucas en 1835.
Habita desde Colombia hasta Brasil.